# Radost (časopis)
Radost je hrvatski dječji književni list.

## Povijest
Počeo ga je kao list učenika osnovnih škola objavljivati godine 1951. Savjet Saveza pionira NR Hrvatske. Od godine 1952. objavljuje ga nakladnička kuća Naša djeca.
U Radosti su svoje radove objavljivali poznati književnici i ilustratori za djecu poput poput Zvonimira Baloga, Dobriše Cesarića, Gustava Krkleca, Dragutina Horkića, Nade Iveljić ili Sanje Pilić. Najuspješnije razdoblje časopisa bile su osamdesete godine 20. stoljeća kada je Radost bila tiskana u nakladi od oko 150.000 primjeraka.
Od 2013. godine nakladnik Radosti je Večernji list, koji je pokrenuo i istoimeni mrežni portal.
Urednici lista bili su Viktor Cvitan, Anđelka Martić, Vilko Gliha Selan, Joža Skok, Drago Kozina i Melita Redžić Savičić.

## Sadržaj
List Radost namijenjen je djeci od 1. do 4. razreda osnovne škole. Izlazi deset puta godišnje, svakog mjeseca u školskoj godini, osim u srpnju i kolovozu. Sadrži kratke priče prilagođene djeci, članke o ljudskom tijelu, prirodi i ekologiji te gradovima i prirodnim ljepotama Republike Hrvatske. Donosi također viceve i zezalice te rubriku  "Jeste li znali", kao i jednostavne lekcije iz engleskog, talijanskog i njemačkog jezika, te poduku iz crtanja.

## Vanjske poveznice
Mrežna mjesta
- www.radost.hr  Arhivirana inačica izvorne stranice od 30. siječnja 2017. (Wayback Machine), službeno mrežno mjesto
- Radost - dječji književni list, službena facebook stranica